# Marta Kronig
Marta Kronig, także Martha Kronig (ur. 2 marca 1909 w Łodzi, zm. prawdopodobnie 1945) – rzeźbiarka i malarka pochodzenia niemieckiego.

## Życiorys
Zaczynała jako malarka i twórczyni ceramiki. Studiowała w Wiedniu, gdzie była uczennicą profesorów R. Rothe i Roberta Obsiegera. W latach 1933–1934 studiowała rzeźbiarstwo i malarstwo na Akademii Sztuk Pięknych w Monachium, gdzie uczyła się u profesora Karla Killera. Na swoich obrazach malowała m.in. port w Monachium i dziecięce portrety. Podczas II wojny światowej prezentowała swoje prace w rodzinnym mieście – Łodzi. Na przełomie lat. 20. i 30. XX w. należała do Komisji Teatralnej w ramach Wydziału Oświaty i Kultury w Łodzi. Należała do Deutsche Sozialistische Jugendbund Polens oraz należała do rady partyjnej łódzkiego oddziału Niemieckiej Socjalistycznej Partii Pracy w Polsce. Była redaktorką czasopisma młodzieżowego „Junge Garde” wydawanego przez wydawcę „Lodzer Volkszeitung”. Prawdopodobnie zginęła w Polsce w 1945 – Otto Heike wskazuje, że w 1945 stała się „ofiarą polskiego terroru”.
Jej prace znajdują się w zasobach Muzeum Sztuki w Łodzi.